# Vi äro skördemän åt Gud
Vi äro skördemän åt Gud är en psalm med text och musik av Charles H. Gabriel. Texten översattes 1916 till svenska.

## Publicerad i
- Segertoner 1988 som nr 441 under rubriken "Den kristna gemenskapen - Vittnesbörd - tjänst - mission".[1]